# Józefa Hennelowa

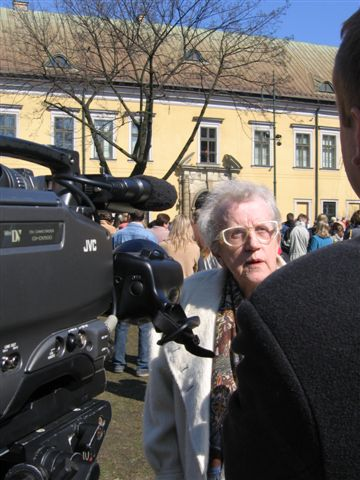
Józefa Hennelowa, przed Pałacem Biskupim w Krakowie przy ul. Franciszkańskiej; 2 kwietnia 2005

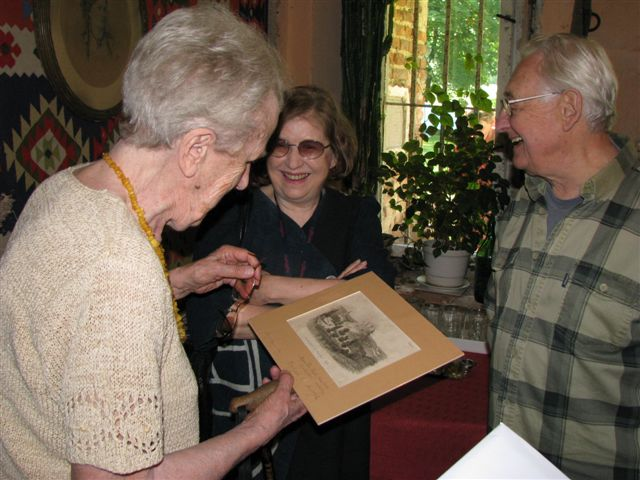
Józefa Hennelowa podczas jubileuszu 60-lecia pracy dziennikarskiej; rozmowa z Krystyną Zachwatowicz i Andrzejem Wajdą; Goszyce, 22 czerwca 2008

Józefa Hennelowa, właśc. Józefa Maria Hennel z domu Golmont (ur. 1 kwietnia 1925 w Wilnie, zm. 22 sierpnia 2020 w Krakowie) – polska dziennikarka, publicystka, felietonistka, posłanka na Sejm X i I kadencji, w latach 1948–2012 związana z „Tygodnikiem Powszechnym”.

## Życiorys
Córka Józefa Golmonta i Jadwigi Jachimowicz. W czasie II wojny światowej należała do Szarych Szeregów, brała udział w tajnym nauczaniu w Wilnie. Od maja 1948 (z przerwą w latach 1953–1956) pracowała w redakcji „Tygodnika Powszechnego”, pełniąc funkcję pracownika redakcji, a następnie sekretarza redakcji i zastępcy redaktora naczelnego (z której zrezygnowała w 2008). Była autorką felietonów ogłaszanych w cyklach: „Rubryka rodzinna”, „Na co dzień i od święta”, „Widziane z domu”, „Z domu i nie tylko”, „Votum separatum”, a także wielu tekstów publicystycznych. Od 2008, po zmianach w piśmie, publikowała felietony z cyklu: „Na marginesie”, a następnie „Listy do redakcji”. W lipcu 2012 pożegnała się z czytelnikami „Tygodnika Powszechnego”, motywując swoje odejście coraz gorszą kondycją, związaną z zaawansowanym wiekiem. Swoją pracę w „Tygodniku Powszechnym” i współpracę z Jerzym Turowiczem wspominała m.in. w wywiadzie książkowym przeprowadzonym przez Joannę Podsadecką. Od października 2012 publikowała felietony z cyklu „Tu i teraz”, ukazujące się na stronie internetowej Klubów „Tygodnika Powszechnego” (oddolnych kół czytelników i sympatyków pisma).
W 1951 ukończyła studia na Wydziale Humanistycznym Uniwersytetu Jagiellońskiego. W latach 1954–1956 była pracownikiem krakowskiego oddziału Ossolineum. W czasach PRL współpracowała z Polskim Porozumieniem Niepodległościowym.
W latach 1989–1991 sprawowała mandat posłanki na Sejm kontraktowy z ramienia Komitetu Obywatelskiego. W 1990 była członkinią rady założycielskiej Ruchu Obywatelskiego Akcja Demokratyczna. Przystąpiła następnie do Unii Demokratycznej, z ramienia której od 1991 do 1993 pełniła funkcję posłanki I kadencji. W Sejmie zasiadała w Komisji Kultury i Środków Przekazu (1990–1993), a wcześniej w Komisji Polityki Społecznej (1989–1990), pełniła funkcję zastępcy przewodniczącego Komisji Nadzwyczajnej do rozpatrzenia projektu ustawy o ochronie prawnej dziecka poczętego.
Od 1956 należała do Klubu Inteligencji Katolickiej w Krakowie. Działała w Stowarzyszeniu Dziennikarzy Polskich (od 1963) m.in. jako członek zarządu Oddziału Krakowskiego w latach 1981–1982. Była członkinią Stowarzyszenia Opieki nad Więźniami „Patronat” (od 1981, m.in. zastępca przewodniczącego w latach 1981–1982), Małopolskiego Towarzystwa Oświatowego (współzałożycielka, od 1984), Ogólnopolskiego Klubu Miłośników Litwy (od 1988), Społecznego Komitetu Odnowy Zabytków Krakowa (od 1990, redaktor „Biuletynu SKOZK”). Udzielała się w Fundacji Plus działającej na rzecz domów dziecka.
Należała do Amnesty International (1990–1996), Stowarzyszenia „Wspólnota Polska” (1990–1996), Unii Demokratycznej (1990–1994) i Unii Wolności (1994–1999).
Była żoną profesora Jacka Witolda Hennela (1925–2014), fizyka jądrowego. Miała troje dzieci: Agnieszkę (ur. 1955), Teresę (ur. 1956) i Franciszka (ur. 1962). Mieszkała w Krakowie. Pochowana na cmentarzu Rakowickim.

## Odznaczenia i wyróżnienia
- Krzyż Komandorski Orderu Odrodzenia Polski (2000)[8][9]
- Złoty Krzyż Zasługi (1974)
- Złota Odznaka Honorowa Województwa Małopolskiego – Krzyż Małopolski (2014)[10]
- Order Świętego Grzegorza Wielkiego (Watykan, 2015)[11]
- Medal „Zasłużony dla Tolerancji” (2001)
- Nagroda Krakowska Książka Miesiąca za książkę Otwarty, bo powszechny. O Kościele, który może boleć (czerwiec 2012)

## Twórczość

### Publikacje
- Juliusz Osterwa (szkic biograficzny; z Jerzym Szaniawskim; Państwowy Instytut Wydawniczy 1956).
- Listy Juliusza Osterwy do Stefana Żeromskiego (1956).
- U nas w rodzinie (S.I.W. Znak 1973, 1989, ISBN 83-70-0603-6-6).
- My rodzice (S.I.W. Znak 1977).
- W ciemni (po 23 dniach procesu toruńskiego) (publikacja dotycząca procesu zabójców księdza Jerzego Popiełuszki wydana w drugim obiegu ok. 1987).
- Obecność (album; współautor: Zofia Rydet [fotografie]; Calvarianum 1988).
- Votum separatum: publicystyka 1982–1999 (wybór Andrzej Romanowski; wstęp Jacek Woźniakowski; Towarzystwo Autorów i Wydawców Prac Naukowych „Universitas” 2000, ISBN 83-70-5270-7-8).
- Bo jestem z Wilna. Z Józefą Hennelową rozmawia Roman Graczyk (wywiad rzeka; Znak 2001, ISBN 83-24-0003-3-X).
- Niedowiarstwo moje. Refleksje religijne (Znak 2002, ISBN 83-24-0015-4-9).
- Otwarty, bo powszechny. O Kościele, który może boleć (Wydawnictwo Literackie 2012, ISBN 978-83-08-04908-2).
- Coraz bliżej albo coraz mniej (Znak 2017, ISBN 978-83-240-4985-1).

### Przekłady, opracowania i prace redakcyjne
- Moi rodzice (autorka przedmowy; oprac. Marek Skwarnicki; Społeczny Instytut Wydawniczy „Znak” 1960).
- Stanisław Kluz, Niekoniecznie z ambony (opracowanie redakcyjne; S.I.W. Znak 1963).
- Jerzy Turowicz, Chrześcijanin w dzisiejszym świecie (autorka wyboru i opracowania; S.I.W. Znak 1963).
- ks. Gaston Courtois, Rady dla rodziców (autorka redakcji i posłowia; tłum. i adapt. Maria Dembińska; Znak 1964, 1967; Warmińskie Wydawnictwo Diecezjalne 1986, 1987, 1989).
- Nas dwoje (opracowanie i przedmowa; S.I.W. Znak 1965).
- Jean-Claude Barreau, Dobra Nowina (redakcja; tłum. Imelda Adamska OSU; S.I.W. Znak 1966).
- Jean-Claude Barreau, Abyście przez wiarę życie mieli (współautorka przekładu; wespół z Imeldą Adamską OSU i Hanną Malewską; S.I.W. Znak 1969).
- Kim jest dla mnie Jezus Chrystus. Wypowiedzi w ankiecie „Tygodnika Powszechnego” (wybór, opracowanie i posłowie; wstęp Wiesław Gawlik; S.I.W. Znak 1975, 1976).
- Karol Wojtyła, „Aby Chrystus się nami posługiwał” (autorka redakcji; S.I.W. Znak 1979).
- I dzień się już nachylił. Wybór z ankiety „Tygodnika Powszechnego” pt. „Myślę o swoim życiu” (redakcja, wstęp i posłowie; S.I.W. Znak 1980).
- Powołanie i przygoda. Rodzice i wychowawcy o sobie (autorka wyboru, redakcji i wstępu; omówienie ankiety „Tygodnika Powszechnego”; S.I.W. Znak 1983).
- Nasze sprawy rodzinne (oprac. wespół z Markiem Skwarnickim; Znak 1990, ISBN 83-70-0606-8-4).
- Jerzy Turowicz, Kościół nie jest łodzią podwodną (wybór publicystyki z lat 1964-1987) (autorka wyboru i redakcji; Znak 1990, ISBN 83-70-0614-0-0).
- Elżbieta Adamiak, Milcząca obecność: o roli kobiety w Kościele (autorka przedmowy; wydanie 1 i 2: Biblioteka „Więzi” 1999, ISBN 83-88-0320-1-1; ISBN 83-88-0328-7-9).